# Propyrotherium saxeum
Propyrotherium saxeum è un mammifero estinto, appartenente ai piroteri. Visse nell'Eocene medio - superiore (circa 40 - 34 milioni di anni fa) e i suoi resti fossili sono stati ritrovati in Sudamerica.

## Descrizione
Questo animale è noto principalmente per la dentatura, ed è quindi impossibile ricostruirne l'aspetto. Dal raffronto con animali simili, si suppone che fosse un grande mammifero erbivoro, vagamente simile a un elefante e dagli arti massicci; le dimensioni erano decisamente inferiori a quelle di Pyrotherium ma comunque ragguardevoli, e si suppone che fosse lungo almeno un paio di metri. Era dotato di incisivi sviluppati in zanne allungate e sporgenti in avanti, a crescita limitata, e di grandi molari bilofodonti.
Lo studio della dentatura di Propyrotherium ha indicato che questo animale era probabilmente dotato di due premolari e di tre molari, sia nella mascella che nella mandibola. I denti gradualmente accrescevano la loro taglia mano a mano che procedevano verso la parte posteriore delle fauci, e i denti superiori avevano un accrescimento graduale nella curvatura delle creste, come in Pyrotherium. Anche se bilofodonti, i premolari possedevano lofi e lofidi anteriori più corti di quelli posteriori. I denti che andavano dal terzo premolare superiore al terzo molare superiore erano di forma squadrata e dotati di tre radici, mentre quelli che andavano dal terzo premolare inferiore al terzo molare inferiore erano più lunghi che ampi, a due radici e dotati di una cristide obliqua vestigiale. In molti dettagli della dentatura, Propyrotherium si differenziava anche da Griphodon e da Baguatherium. La mandibola di Propyrotherium, inoltre, era caratterizzata da un ramo ascendente più lungo che alto, che andava a nascondere il terzo molare inferiore e l'incisura mandibolare dritta.

## Classificazione
Propyrotherium venne descritto per la prima volta da Florentino Ameghino nel 1901, sulla base di resti fossili (alcuni denti) ritrovati in terreni dell'Eocene della Patagonia (provincia di Chubut, Argentina). Fossili ritrovati successivamente hanno permesso di completare almeno la serie dentaria e di effettuare analisi cladistiche: secondo questi studi, Propyrotherium rappresenterebbe un membro basale della famiglia Pyrotheriidae (Kramarz e Bond, 2014). Altri studi basati sul ritrovamento di ulteriori fossili (ad esempio una mandibola completa) hanno confermato l'appartenenza di Propyrotherium alla famiglia Pyrotheriidae, ponendolo in stretta parentela con Baguatherium e Pyrotherium, ma hanno anche permesso di ridatare i fossili rinvenuti nella Formazione Sarmiento a Cañadón Pelado all'Eocene medio, inizialmente attribuiti all'Eocene superiore (Vera et al., 2022). 